# سوق الإقراض بين البنوك

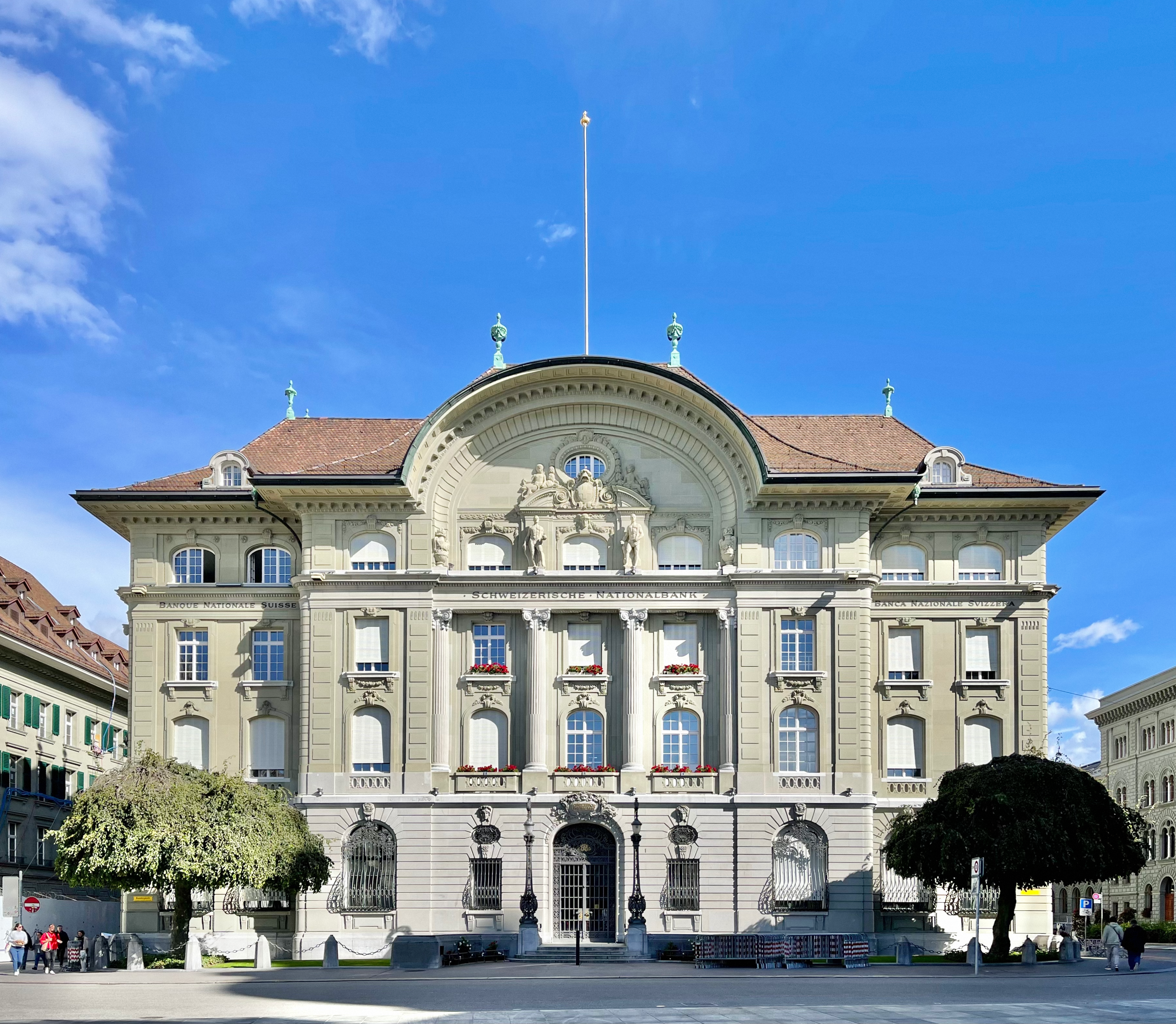

سوق الإقراض بين البنوك، هو السوق الذي تقدم فيه البنوك القروض لبعضها البعض لمدة محددة. معظم القروض بين البنوك موجهة للاستحقاقات المالية المستمرة لمدة أسبوع واحد أو أقل، وأغلبها تنتهي في فترةٍ أقل من ذلك. تخضع هذه القروض لمعدل الفائدة بين البنوك. كان الانخفاض الحاد في حجم المعاملات في هذا السوق عاملاً مساهماً رئيسياً في انهيار العديد من المؤسسات المالية خلال الأزمة المالية 2007-2008.
يُطلب من البنوك الاحتفاظ بكمية كافية من السيولة، مثل النقود، للتحكم في أي بنك يُدار من قبل العملاء. إذا لم يستطع البنك تلبية متطلبات السيولة هذه، فسوف يحتاج إلى اقتراض المال من سوق الإقراض ما بين البنوك لتغطية هذا النقص. بعض البنوك، من ناحية أخرى، لديها سيول زائدة تتجاوز حاجتها. ستقوم هذه البنوك بإقراض المال في السوق، وتلقي الفائدة على السيولة.
معدل الفائدة بين البنوك هو سعر الفائدة على القروض قصيرة الأجل بين البنوك. تقوم البنوك باقتراض وإقراض المال من أجل إدارة السيولة واستيفاء القوانين، مثل الاحتياطي القانوني. يعتمد سعر الفائدة المفروضة على مدى توفر الأموال في السوق، وعلى الأسعار السائدة وعلى الشروط المحددة للعقد، مثل طول مدته. هناك مجموعة واسعة من أسعار الصرف بين البنوك المنشورة، بما في ذلك: معدل الأموال الاتحادية (الولايات المتحدة)، معدل الفائدة بين البنوك في لندن (المملكة المتحدة) وسعر صرف اليورو بين البنوك (منطقة اليورو).

## القطّاع بين البنوك في السوق النقدي
يشير سوق الإقراض بين البنوك إلى مجموعة فرعية من المعاملات التي تجري بين البنوك في سوق المال.
سوق النقد هو جزء فرعي من السوق المالية إذ يجري إقراض الأموال واقتراضها لمدة سنة واحدة أو أقل. تُحوّل الأموال من خلال شراء وبيع أدوات سوق المال - سندات الدين قصيرة الأجل عالية السيولة. تعتبر هذه الأدوات معادلة للنقد إذ يمكن بيعها في السوق بسهولة وبتكلفة مُخفّضة. عادةً ما تُصدّر ضمن وحدات لا تقل عن المليون وتميل إلى استحقاق لمدة ثلاثة أشهر أو أقل. نظرًا لوجود أسواق ثانوية نشطة لجميع أدوات سوق النقد تقريبًا، يمكن للمستثمرين بيع ممتلكاتهم قبل الاستحقاق. السوق النقدي هو التداول خارج البورصة (أو تي سي).
البنوك هي جهات فاعلة رئيسية في قطاعات عديدة من سوق النقد لتلبية الاحتياطي القانوني وإدارة احتياجات السيولة اليومية، تشتري البنوك وتبيع القروض غير المضمونة قصيرة الأجل في سوق الصناديق الاتحادية. يمكن للبنوك الاستفادة من سوق اليورو للحصول على قروض طويلة الأجل. اليورو-دولار هي العملات المطلوبة للودائع المُقوَّمة بالدولار في البنوك الموجودة خارج الولايات المتحدة. يمكن للمصارف الأمريكية جمع الأموال في سوق اليورو-دولار من خلال فروعها في الداخل والخارج. أما الخيار الثاني فهو إصدار شهادات إيداع كبيرة قابلة للتداول، وهي شهادات صادرة عن البنوك تؤكد على إيداع مبلغ ما من المال لفترة من الزمن وأنه سيُسترد بفوائد عند الاستحقاق. تعد اتفاقيات إعادة الشراء (اتفاقيات الريبو) مصدرًا آخر للتمويل. اتفاقيات الريبو والريبو العكسي هي المعاملات التي يوافق فيها المقترض على بيع الأوراق المالية إلى المُقرِض ثم إعادة شراء الأوراق المالية نفسها أو ما يماثلها بعد وقت محدد، بسعر معين، بما في ذلك الفائدة المتفق عليها. اتفاقية الريبو هي قروض بضمانات إضافية على عكس قروض الصناديق الاتحادية غير المضمونة.

## دور الإقراض بين البنوك في النظام المالي

### من أجل دعم النماذج المصرفية الاحتياطية الجزئية
إن إنشاء الائتمان وتحويل الأموال من بنك إلى بنك آخر، يخلق الحاجة إلى اقتراض الأموال لتغطية متطلبات الاسترجاع على المدى القصير (من قبل المودعين). وهذا ناتج عن حقيقة أن الأموال التي أُنشئت في البداية قد حُوّلت إلى بنك آخر. إذا كان هناك (من الناحية النظرية) مصرف تجاري واحد فقط، فسيجري إعادة إيداع كل الائتمان (المال) الجديد الذي أُنشئ في ذلك البنك (أو الاحتفاظ به كنقد مادي خارجه) وستقل شروط الإقراض بين البنوك لهذا الغرض.

### مصدر تمويل البنوك
تعد القروض بين البنوك مهمة لأي نظام مصرفي يعمل بكفاءة وفعالية. فقد تواجه البنوك نقصًا في السيولة نظرًا لأنها تخضع لأنظمة مثل الاحتياطي القانوني. يسمح سوق ما بين البنوك بالتخفيف من هذا النقص المؤقت في السيولة والتقليل من مخاطر السيولة التمويلية.

#### مخاطر السيولة التمويلية
توضح مخاطر السيولة التمويلية عدم قدرة الوسيط المالي على الالتزام بدفع مستحقاته. هذا النوع من المخاطر له أهمية خاصة بالنسبة للبنوك إذ يتضمن نموذج أعمالها تمويل قروض طويلة الأجل من خلال الودائع قصيرة الأجل. يمكن أن يساعد الأداء السليم لأسواق الإقراض بين البنوك على تقليل مخاطر سيولة التمويل لأن البنوك يمكنها الحصول على قروض في هذا السوق بسرعة وبتكلفة قليلة. عندما تكون الأسواق بين البنوك متوترة أو لا تعمل بشكل جيد، تواجه البنوك خطر أكبر وهذا قد يؤدي في الحالات الشديدة إلى الإفلاس.

#### التوجهات طويلة الأجل في مصادر تمويل البنوك
كانت ودائع حساب المعاملات في الماضي من أهم مصادر الأموال في البنوك الأمريكية؛ وفي عام 1960، شكّل هذا النوع من الودائع أكثر من 60% من إجمالي قروض البنوك. ولكن بمرور الوقت، تغير تكوين ميزانيات البنوك بشكل كبير. وبدلاً من ودائع العملاء، توجهت البنوك بشكل متزايد نحو القروض القصيرة الأجل مثل السندات التجارية المالية (سي بّي)، وشهادات الإيداع (سي دي)، واتفاقيات إعادة الشراء (الريبو)، وتبادل العملات الأجنبية والودائع المتداولة.

### معايير معدلات الإقراض قصيرة الأجل
تعمل معدلات الفائدة في سوق الإقراض بين البنوك غير المضمون كمعدلاتٍ مرجعيةٍ في تحديد السعر للعديد من الأدوات المالية، مثل: السندات عائمة الفائدة (إف إر إن)، والرهون العقارية ذات السعر القابل للتعديل (إيه إر إم)، والقروض المشتركة. وتستخدم هذه المعدلات المعيارية أيضًا بشكل شائع في تحليل التدفق النقدي للشركات كمعدلات خصم. وبالتالي، يمكن أن تؤثر الظروف غير المضمونة في سوق ما بين البنوك بشكل واسع النطاق على النظام المالي والاقتصاد الحقيقي من خلال التأثير على قرارات الاستثمار للشركات والأسر.
يعتمد الأداء الفعال لهذه الأسواق على معدلات مرجعية مستقرة. إن السعر القياسي المستخدم لتسعير العديد من السندات المالية المالية الأمريكية هو معدل الفائدة بين البنوك في لندن على مدى ثلاثة أشهر. وحتى منتصف ثمانينيات القرن الماضي، كان معدل خزينة الدولة هو السعر المرجعي الرئيسي.

### انتقال السياسة النقدية
تُطبّق السياسة النقدية من قبل العديد من البنوك المركزية من خلال التلاعب بأدواتها لتحقيق قيمة محددة للأهداف التشغيلية. تشير هذه الأدوات إلى المتغيرات التي تتحكم فيها البنوك المركزية بشكل مباشر؛ وتشمل الأمثلة على ذلك: الاحتياطي القانوني وسعر الفائدة المدفوع على الأموال المقترضة من البنك المركزي والميزانية العامة. الأهداف التشغيلية هي عادةً مقاييس للاحتياطيات المصرفية أو لأسعار الفائدة قصيرة الأجل مثل سعر الفائدة لمدة يوم واحد. عُيّنت هذه الأهداف لتحقيق غايات سياسية محددة تختلف عبر البنوك المركزية اعتمادًا على تشريعاتها الخاصة.